# Saint-Sigismond (Loiret)
Saint-Sigismond is een gemeente in het Franse departement Loiret (regio Centre-Val de Loire) en telt 261 inwoners (2005). De plaats maakt deel uit van het arrondissement Orléans.

## Geografie
De oppervlakte van Saint-Sigismond bedraagt 14,9 km², de bevolkingsdichtheid is 17,5 inwoners per km².
De onderstaande kaart toont de ligging van Saint-Sigismond (Loiret) met de belangrijkste infrastructuur en aangrenzende gemeenten.

## Demografie
Onderstaande figuur toont het verloop van het inwonertal (bron: INSEE-tellingen).